# Ткаченко, Вадим Михайлович
Вадим Михайлович Ткаченко (12 ноября 2003, Кущёвская, Краснодарский край) — российский футболист, полузащитник клуба «Витебск».

## Карьера
Воспитанник краснодарской футбольной школы «Академия Кубань». Некоторое время выступал во второй лиге за вторую команду «СКА-Хабаровска». В марте вместе со своим напарником из «Академии Кубани» Юрием Половинкиным присоединился к белорусскому «Витебску». Россияне помогли клубу стал бронзовым призёром Первой лиги, отправившись в стыковые матчи на повышение в классе. По итогу стыковых матчей футболист вместе с клубом получил повышение в белорусскую Высшую лигу.
Ткаченко остался в команде в элите. В ней он дебютировал 30 марта 2024 года в поединке против «Славии-Мозырь» (2:3): на 75-й минуте полузащитник вышел на замену вместо Никиты Наумова.

## Достижения
- Бронзовый призер Первой лиги Белоруссии (1): 2023.

## Семья
В августе 2023 года Вадим Ткаченко женился. Его избранницу зовут Татьяна.